# John Turner
John Napier Wyndham Turner PC CC QC (Londres, 7 de junho de 1929 – Toronto, 18 de setembro de 2020) foi um político e advogado canadense que serviu como Primeiro-ministro do Canadá entre junho e setembro de 1984.
Morreu no dia 18 de setembro de 2020, aos 91 anos.